# (73323) 2002 JO98
(73323) 2002 JO98 – planetoida z pasa głównego asteroid okrążająca Słońce w ciągu 3,33 lat w średniej odległości 2,23 j.a. Odkryta 13 maja 2002 roku.